# La Terrasse
La Terrasse – miejscowość i gmina we Francji, w regionie Owernia-Rodan-Alpy, w departamencie Isère.
Według danych na rok 1990 gminę zamieszkiwało 1291 osób, a gęstość zaludnienia wynosiła 136 osób/km² (wśród 2880 gmin regionu Rodan-Alpy La Terrasse plasuje się na 646. miejscu pod względem liczby ludności, natomiast pod względem powierzchni na miejscu 1160.).
Przez gminę przepływa rzeka Isère. 